# Paul Sikivie
Paul Sikivie (* 8. Januar 1983 in Florida) ist ein US-amerikanischer Jazzmusiker (Kontrabass, auch Komposition) des Modern Jazz.

## Leben und Wirken
Sikivie studierte an der University of North Florida, mit dessen Jazzsemsemble 2004 erste Aufnahmen entstanden (And the Melody Still Lingers On). In den folgenden Jahren arbeitete er u. a. mit dem Jazz Conceptions Orchestra (u. a. mit Brandon Lee, Robert Edwards, Alex LoRe). Ab 2010 gehörte er dem Trio von Aaron Diehl an, das bis 2018 auch weltweit mit der Sängerin Cécile McLorin Salvant tourte und diese auf deren Alben For One to Love (2015; Grammy) und Dreams and Daggers (2016, Grammy) begleitete. Weiterhin spielte er mit Matt Wilson, Johnny O’Neal und Phil Stewart. 2019/20 gehört er dem Bruce Harris Quintet, dem Ben Zweig Trio, Lucine Yeghiazaryan Sextet und dem Amanda Sedgwick Quintet an. Im Bereich des Jazz war er zwischen 2004 und 2017 an 14 Aufnahmesessions beteiligt, u. a. auch mit Grant Stewart (Roll On), Mike Cottone und Ted Nash.

## Diskographische Hinweise
- Matt Wilson's Christmas Tree-O (Palmetto, 2010), mit Jeff Lederer
- Ted Nash: The Creep (Plastic Sax, 2011), mit Ron Horton, Ulysses Owens, Jr.
- I'm in the Mood for Love (2020), u. a. mit Brandon Lee, Stephen Riley, Caleb Curtis, David Gibson, Johnny O’Neal, Steve Little